# Corbett Davis
Richard Corbett Davis, detto Corby (Lowell, 8 dicembre 1914 – Houlton, 28 maggio 1968), è stato un giocatore di football americano statunitense che ha giocato nel ruolo di fullback nella National Football League (NFL). Fu la prima scelta assoluta del Draft NFL 1938 da parte dei Cleveland Rams. Al college giocò a football all'Università dell'Indiana.

## Carriera professionistica
Davis fu scelto dai Cleveland Rams come primo assoluto nel Draft NFL 1938. Disputò quattro stagioni coi Rams, lasciando il football professionistico per arruolarsi nell'esercito nel 1942, servendo in Francia durante la seconda guerra mondiale. Fu ferito in azione nel 1944 e continuò il suo servizio in Inghilterra dopo essersi ristabilito.
Dopo aver fatto ritorno negli Stati Uniti, Corbett lavorò come arbitro nelle gare della Big Ten Conference. Morì durante un'uscita di pesca in barca nel Maine nel maggio 1968. Scivolò mentre si stava sporgendo dalla barca, cadde sul ramo di un albero e si spappolò la milza.

## Statistiche
| Yard corse    | 382 |
| Yard ricevute | 133 |
| Touchdown     | 4   |